# Новинка (Амурская область)
Нови́нка — село в Благовещенском районе Амурской области, Россия. Входит в Новопетровский сельсовет.

## География
Село Новинка стоит примерно в 2 км от правого берега реки Зея.
Село Новинка расположено на автотрассе областного значения Благовещенск — Свободный.
Расстояние до центра города Благовещенск — около 46 км (на юг).
Административный центр Новопетровского сельсовета село Новопетровка находится в 18 км севернее.

## История
В 1868 году на месте нынешнего села купцом Михаилом Осиповичем Мокеевским был основан первый на Дальнем Востоке частный винокуренный завод, получивший по традициям того времени название по имени своего основателя — Михайловский.
Мокеевский вел активную общественную деятельность. Избирался гласным городской думы Благовещенска, в 1876 году был избран первым городским головой (1876-1880гг).
В 1892 году завод был продан за долги В. М. Лукину.
Новый владелец вложил большие средства в модернизацию производства. Рядом был построен стекольный и конный заводы.
В феврале 1901 года начато, а в мае завершено строительство деревянной церкви-школы при заводе (сегодня не существует).
В 1905 году была построена водяная мельница, для чего падь Воробьиха, по которой протекал ручей, была перегорожена плотиной. Образовался большой пруд. В 1960-х годах плотина разрушилась, пруд вытек. Теперь остатки старой мельницы являют собой местную достопримечательность, известную как «Водопад в Новинке».
В 1955-59 годах в селе проживал известный амурский баснописец Николай Иванович Фотьев.
В 1990-х на окраине села поселился первый постсоветский губернатор Амурской области Альберт Аркадьевич Кривченко (1935—2021). Здесь им было написано несколько книг. Здесь же, 31 мая 2021 года в 8 часов утра он скончался.
С 2012 года в Новинке находится загородная резиденция Епископа Благовещенского и Тындинского Лукиана.

## Население
| 2002 | 2010 | 2012 | 2013 | 2014 | 2015 | 2016 |
| ---- | ---- | ---- | ---- | ---- | ---- | ---- |
| 133  | ↘128 | ↗136 | ↗147 | ↗150 | ↗152 | ↗153 |
| 2017 | 2018 |      |      |      |      |      |
| ↘152 | ↘151 |      |      |      |      |      |

## Инфраструктура
- Сельскохозяйственные предприятия Благовещенского района
- Магазин-кафе.
- Фельдшерско-акушерский пункт